# Eddie Cheever
Eddie Cheever, (n. 10 ianuarie 1958), a fost un pilot de Formula 1 și Indy Car.